# José Ruiz
Jose Ruiz -Jorge José Ruiz Aguilar (Mexikóváros, 1904 – ?) mexikói labdarúgócsatár.